# Нильссон, Карл-Эрик
Карл-Эрик «Стуре Калле» Нильссон (швед. Karl-Erik "Store Kalle" Nilsson; 4 января 1922, Стехаг, коммуна Эслёв, лен Мальмёхус (ныне в лене Сконе), Швеция — 14 декабря 2017, Мальмё, Швеция) — шведский борец греко-римского стиля, чемпион и двукратный призёр Олимпийских игр, призёр чемпионата мира, семикратный чемпион Швеции 

## Биография
На Летних Олимпийских играх 1948 года в Лондоне боролся в категории до 87 килограммов (полутяжёлый вес). Выбывание из турнира проходило по мере накопления штрафных баллов. Схватку судили трое судей, за чистую победу штрафные баллы не начислялись, за победу решением судей при любом соотношении голосов начислялся 1 штрафной балл, за проигрыш решением 2-1 начислялись 2 штрафных балла, проигрыш решением 3-0 и чистый проигрыш карался 3 штрафными баллами.
Титул оспаривали 14 человек. Карл-Эрик Нильссон победил всех соперников, три из шести схваток выиграв чисто, и стал олимпийским чемпионом.
| Круг  | Соперник               | Страна         | Результат | Основание                | Время схватки |
| ----- | ---------------------- | -------------- | --------- | ------------------------ | ------------- |
| 1     | Дюла Ковач             | Венгрия        | Победа    | Туше (0 штрафных баллов) | 16:18         |
| 2     | Мустафа Авчоглу-Чакмак | Турция         | Победа    | 3-0 (1 штрафной балл)    | -             |
| 3     | Эрлинг Стуер Лауридсон | Дания          | Победа    | 3-0 (1 штрафной балл)    | -             |
| 4     | Кен Ричмонд            | Великобритания | Победа    | Туше (0 штрафных баллов) | 9:05          |
| 5     | Ибрагим Ораби          | Египет         | Победа    | Туше (0 штрафных баллов) | 15:36         |
| Финал | Келпо Грёндаль         | Финляндия      | Победа    | 3-0 (1 штрафной балл)    | -             |

В 1950 году выступил на первом после почти тридцати лет чемпионате мира по греко-римской борьбе, где был только четвёртым.
На Летних Олимпийских играх 1952 года в Хельсинки боролся в категории до 87 килограммов (полутяжёлый вес). Выбывание из турнира проходило по мере накопления штрафных баллов. Схватку судили трое судей, за чистую победу штрафные баллы не начислялись, за победу по очками при любом соотношении голосов начислялся 1 штрафной балл, поражение по очками при любом соотношении голосов или чистое поражение карались 3 штрафными баллами. Если борец набирал 5 или более штрафных баллов, он выбывал из турнира. Когда оставалось только три борца, они разыгрывали между собой медали (если не встречались в схватках до финального раунда). После начала финальных схваток, борцы могли продолжать выступления имея и более пяти штрафных баллов.
Титул оспаривали 10 человек. Проиграв в последних двух схватках, выбыл из числа претендентов на «золото», оставшись третьим
| Круг  | Соперник       | Страна                                    | Результат | Основание                | Время схватки |
| ----- | -------------- | ----------------------------------------- | --------- | ------------------------ | ------------- |
| 1     | Дюла Ковач     | Венгрия                                   | Победа    | 3-0 (1 штрафной балл)    | -             |
| 2     | Овидиу Форай   | Румыния                                   | Победа    | 3-0 (1 штрафной балл)    | -             |
| 3     | Мишель Скафф   | Ливан                                     | Победа    | Туше (0 штрафных баллов) | 15:36         |
| 4     | Келпо Грёндаль | Финляндия                                 | Поражение | 2-1 (3 штрафных балла)   | -             |
| 5     | Шалва Чихладзе | Союз Советских Социалистических Республик | Поражение | Туше (3 штрафных балла)  | 2-39          |
| Финал | -              | -                                         | -         | -                        | -             |

В 1953 году остался третьим на чемпионате мира.
На Летних Олимпийских играх 1956 года в Монреале боролся в категории до 87 килограммов (полутяжёлый вес). Регламент турнира остался прежним, титул оспаривали 10 человек. Проиграв в четвёртом круге советскому борцу Валентину Николаеву, утратил шансы на первое место, а в схватке за второе проиграл болгарину Петко Сиракову.
| Круг  | Соперник          | Страна                                    | Результат | Основание                | Время схватки |
| ----- | ----------------- | ----------------------------------------- | --------- | ------------------------ | ------------- |
| 1     | Вейкко Лахти      | Финляндия                                 | Победа    | 3-0 (1 штрафной балл)    | -             |
| 2     | Боб Стекл         | Канада                                    | Победа    | Туше (0 штрафных баллов) | 4:48          |
| 3     | Ойген Висбергер   | Австрия                                   | Победа    | 3-0 (1 штрафной балл)    | -             |
| 4     | Валентин Николаев | Союз Советских Социалистических Республик | Поражение | 3-0 (3 штрафных балла)   | -             |
| Финал | Петко Сираков     | Болгария                                  | Поражение | 3-0 (3 штрафных балла)   | -             |

Продолжал выступления до 1965 года. Впоследствии жил в Мальмё, работал пожарным.
Скончался 14 декабря 2017 года .